# 尼科泰拉
尼科泰拉（義大利語：Nicotera），是意大利维博瓦伦蒂亚省的一个市镇。总面积32平方公里，人口6356人，人口密度198.6人/平方公里（2009年）。